# Peter Bressan
Pour les articles homonymes, voir Jaillard et Bressan (homonymie).
Pierre Jaillard (anglicisé sous le pseudonyme de Peter Bressan, né le 27 mai 1663 à Bourg-en-Bresse, mort le 21 avril 1731 à Tournai) était un facteur français d'instruments à vent de la famille des bois installé à Londres. Il apparaît comme un des meilleurs facteurs de son époque.

## Biographie
Pierre Jaillard Bressan est le troisième des cinq enfants de Claude et Phillibert (née Mercier) Bressan.
En 1667, son père et son grand-père moururent et les enfants furent confiés à la garde de Philibert Cavasod. Celui-ci était responsable de leur éducation et les envoyait probablement au collège de Bourg-en-Bresse.
A partir du 13 mai 1678, Pierre Jaillard Bressan effectue un apprentissage de deux ans chez le maître tourneur Jean Bossier à Bourg-en-Bresse. On peut se demander dans quelle mesure Bossier connaissait l'art de la facture instrumentale.
Le 29 décembre 1679 décède Jeanne Cattin Bressan, la grand-mère de Pierre, qui peut être considérée comme une personne proche.
Après la fin de son apprentissage, aucune information sur la vie de Bressan n'est parvenue pendant dix ans, jusqu'à ce qu'il réapparaisse à Londres en 1690. Sous le nom de Brezong / Brazong, il est noté comme l'un des cinq hautboïstes qui accompagnent le voyage de Roi Guillaume III en Hollande en 1691,.
À une certaine date, il a changé son nom de famille en Bressan (venant de Bresse), peut-être parce que le mot "Jaillard" était difficile à prononcer pour les Anglais.
En 1706, il épousa Mary Margaret Mignon et eut avec elle dix enfants, dont quatre atteignirent l'âge adulte. Ils vécurent à Dutchy House, dans une partie de l'ancien Somerset House, la propriété de son beau-père, Claude Mignon. Après la mort de ce dernier, Bressan devint propriétaire de la maison. Il vécut et travailla ici dans un environnement catholique français. Cette partie de Londres avait une histoire riche et avait pendant de nombreuses années abrité des étrangers et surtout des ressortissants français.
Sa fortune substantielle a été diminuée par des litiges, par les extravagances de sa femme, et surtout par leur implication dans le krach financier de 1720 de la Compagnie de la mer du Sud (en anglais : South Sea Bubble).
Le 21 avril 1731, il mourut de maladie alors qu'il vit seul à Tournai, en Belgique. Son testament montre qu'il était relativement aisé, puisqu'il comprend des tableaux, des bustes et de nombreux instruments de musique.

## Vocation
On pense que Pierre Jaillard apprend son métier de tourneur-facteur de flûtes avec Jean-Jacques Rippert ou qu'ils eu ont les mêmes maîtres compte-tenu de la ressemblance de leurs instruments, vraisemblablement auprès de membres de la famille Hotteterre à Paris. Le style de Bressan apparaît à l'évidence comme influencé par la facture française.
À Londres, il travaille dès 1683 (selon son testament) comme facteur d'instruments (flûtes à trois tronçons, boîtes à musique, hautbois et bassons) et marchand de musique. Il participe à la publication de la sonate pour violon de Pietro Castrucci (1718) et de la sonate pour flûte de Francesco Barsanti (1724) et finance le Recueil d'airs françois, sérieux & à boire. À une, deux & trois parties. Composé en Angleterre de Jean-Claude Gillier (1723) et le Hymn of Adam and Eve de Johann Ernst Galliard (1728).
La musique italienne était très à la mode à Londres à l'époque de Bressan. La flûte était très usitée dans les opéras italiens de Haendel et les solos de flûte allemands et italiens publiés par l'éditeur londonien John Walsh.
En 1722, Bressan et un groupe de 29 autres personnes adressèrent au roi une requête demandant leur citoyenneté. En recevant la Letter of Denization, Bressan obtient un an plus tard le droit de posséder des terres et d'acheter des marchandises.
Entre 1692 et 1695, des écritures concernant Bressan sont conservées dans le livre de Talbot-Shrewsbury. Il y est associé au hautbois français, au hautbois ténor, à la flûte d'Allemagne, aux flûtes à bec ténor et basse. Dans l'annonce de sa mort dans un article de journal du 6 mai 1731, il est appelé « that celebratet artist in making flutes ».
Une liste d'inventaire de ses biens montre qu'il a fabriqué toutes sortes d'instruments à vent de la famille des bois courants. En outre, 76 tableaux, gravures, portraits et bustes témoignent de son dévouement aux beaux-arts, qu'il a célébré de son vivant par une série d'expositions dans sa maison.
Il est considéré comme le chef de file de la facture anglaise d'instruments à vent et il comptait parmi ses élèves Thomas Stanesby senior et junior, John Jost Schuchardt et Joseph Bradbury, qui ont continué son œuvre.

## Œuvre
Aujourd'hui, il reste trois flûtes traversière et quarante-huit flûtes à bec de l'atelier de Bressan dans les collections.
Les flûtes à bec comprennent un descendant, 27 aigus, 13 flûtes de voix, 12 ténors et six bassets, ou flûtes basses. À l'exception des bassets, la plupart ont une longueur extérieure totale dans un rapport exact avec les aigus : 4e flûte 3/4, flûte de voix 6/5 et flûte de ténor 4/3. Deux de ses flûtes traversières ont une articulation centrale unique de style plus ancien, et une avec quatre articulations est inhabituellement décorée de piqué d'argent (peut-être le travail de Peter Simon, le beau-frère de Bressan, un orfèvre).
Le Grosvenor Museum de Chester possède six de ses flûtes à bec, dont quatre forment un ensemble apparié toujours conservé en tant que consort ou quatuor de flûtes à bec composé d'une soprano en fa3 de 20 pouces, d'une alto en ré3 de 24 pouces, d'un ténor en do3 de 26¾ pouces et d'une basse en fa2 de 42½ pouces. Ce quatuor appartenait à la famille Cholmondeley du Cheshire et a été trouvé dans un grenier vers 1845. Il a été donné à la Société archéologique de Chester et du Nord du Pays de Galles dont les collections sont ensuite devenues la propriété du Grosvenor Museum. La collection Dayton Miller (en) de flûtes et autres instruments à vent de la Bibliothèque du Congrès, à Washington, possède 5 flûtes à bec de Bressan, illustrées en photographies haute définition sur leur site internet. La collection Bate d'instruments de musique d'Oxford possède un exemple bien connu de flûte à bec alto sur lequel un certain nombre de copies modernes ont été basées, ainsi qu'une flûte à bec basse que l'on peut entendre jouer ensemble sur une vidéo YouTube
. Le joueur de flûte à bec Frans Brüggen possédait une collection d'instruments historiques parmi lesquels se trouvent un certain nombre de Bressan originaux, dont la flûte de voix. Les instruments sont finement fabriqués, généralement en buis ou en bois fruitier, et décorés d'anneaux en ivoire. Trois flûtes à bec basses conservées, trouvées au Victoria and Albert Museum de Londres, au Grosvenor Museum de Chester et au St Peter Hungate de Norwich, sont décrites avec leurs mesures et comparées à celles d'une flûte à bec basse perdue de Bressan décrite par James Talbot dans un manuscrit de Christ Church, à Oxford, datant de 1640,,.
Le facteur d'instruments à vent en bois néerlandais Jan Bouterse a étudié les caractéristiques sonores de certains instruments conservés et est arrivé à la conclusion qu'aucun consensus clair ne pouvait être trouvé. Néanmoins, l'opinion qui prévaut dans les milieux spécialisés est que les instruments de Bressan se distinguent particulièrement par leur registre plein et grave, tandis que leur sonorité est plutôt tendre dans les registres moyen et aigu.
Aucun exemple de ses hautbois ou bassons n'est connu dans les collections.